# 耶加雪夫
6°10′N 38°12′E / 6.167°N 38.200°E
耶加雪夫（羅馬化：Yïrgach’äffe，或），又譯耶加雪菲，衣索比亞蓋德奧地區的一個城鎮，海拔高度在1880公尺到1919公尺之間。它是耶加雪夫區的首府，也是咖啡的重要產地。

## 歷史
1941年4月27日，英國軍隊由亞貝洛出發，奪回耶加雪夫。

## 人口
根據埃塞俄比亞中央統計局的統計，在1994年，這個城鎮的總人口數是11,579人，其中5,814人是男性而5,765人是女性。2005年，總人口估計是20,979人，其中 10,501人是男性而10,478人是女性。
| 城鎮人口數 | 男性     | 女性     | 總人口估計 |
| ---------- | -------- | -------- | ---------- |
| 1994年     | 5,814人  | 5,765人  | 11,579人   |
| 2005年     | 10,501人 | 10,478人 | 20,979人   |

## 特產
該城鎮所生產的咖啡，以俱有柑橘類的香氣而聞名，因此該城鎮附近所生產的咖啡豆，只要有柑橘風味的，亦稱為耶加雪夫咖啡。

### 口感
日曬耶加雪夫：淡淡發酵酒香，些微焦苦味，整體口感濃郁厚實。
水洗耶加雪夫：水洗處理的酸度較明顯，初入口感較清新，後段些微紅茶感。